# Champagnac-la-Prune
Champagnac-la-Prune is een gemeente in het Franse departement Corrèze (regio Nouvelle-Aquitaine) en telt 167 inwoners (2005). De plaats maakt deel uit van het arrondissement Tulle.

## Geografie
De oppervlakte van Champagnac-la-Prune bedraagt 12,8 km², de bevolkingsdichtheid is 13,0 inwoners per km².
De onderstaande kaart toont de ligging van Champagnac-la-Prune met de belangrijkste infrastructuur en aangrenzende gemeenten.

## Demografie
Onderstaande figuur toont het verloop van het inwonertal (bron: INSEE-tellingen).